# Friederike Lohmann
Johanne Friederike Lohmann, geborene Johanne Friederike Ritter, in erster Ehe Johanne Friederike Häbler (* 25. März 1749 in Wittenberg; † 21. Dezember 1811 in Leipzig) war eine deutsche Schriftstellerin.

## Leben
Die Autorin wurde als Tochter des Wittenberger Bibliothekars, Juristen und Professors Johann Daniel Ritter geboren. Ihren Unterricht erhielt sie von diesem selbst und nach dessen Tod von ihrer Mutter. Nach deren Tod wiederum sorgte sie für ihre jüngeren Geschwister.  Sie begann bereits in ihrer Jugend mit Schreibversuchen und korrespondierte dazu unter anderem mit Christian Fürchtegott Gellert und Christian Gottlob Heyne. Sie heiratete in erster Ehe den Akzisekommissar (Finanzbeamten) Häbler in Zwickau/Dippoldiswalde.
Diese Ehe war wohl eher unglücklich und der Ehemann brachte das Vermögen der Familie durch und verschwand schließlich unauffindbar. Nach zehn Jahren wurde die Ehe geschieden. Johanne Friederike zog mit ihren drei Kindern nun zu einer jüngeren Schwester nach Magdeburg. Dort lernte sie ihren zweiten Mann, den preußischen Auditor L. aus Schönebeck, kennen, mit dem sie sechs Jahre in Schönebeck verbrachte. Während dieser Zeit kamen drei weitere Kinder zu der Familie hinzu. Nach seinem Tod ihres zweiten Mannes verlor sie durch den Bankrott ihres Schwagers das von ihrem zweiten Mann ererbte beträchtliche Vermögen und zog nun mit ihren Kindern zu ihrem Schwager Dr. Otto Erhardt nach Leipzig.
Hier begann sie vornehmlich historisch Romane, Erzählungen und Skizzen sowie Gedichte zu schreiben, um ihre Existenz und die ihrer Kinder zu gewährleisten. Drei ihrer Kinder starben noch während ihrer Lebzeit. Die aus der zweiten Ehe stammende Tochter Emilie Friederike Sophie Lohmann (* 29. Mai 1783 in Schönebeck; † 15. September 1830 in Leipzig) veröffentlichte nach dem Tod ihrer Mutter Erzählungen, welche aus deren Nachlass stammen sollen. Dies wurde allerdings schon bei dem Erscheinen der Werke in Zweifel gestellt.

## Werke
- Der blinde Harfner, Ein Schauspiel in vier Aufzügen. Nach Veit Webers Sagen der Vorzeit fürs Theater bearbeitet. 1791
- Jacobine. T., Eine Geschichte aus der Zeit des Baierischen Successionskrieges. Leipzig, 1794
- Clare von Wallburg, Von der Verfasserin der Jakobine, Leipzig, 1796
- Der Steinbruch, Eine Geschichte. Von der Vf. der Jacobine, Neuruppin, 1797
- Weihestunden der Muse, oder Die Irrgänge des häuslichen Lebens (4 Bde.), 1797–1798
- Marie oder die Geheimnisse des Weinberghüttchens, von der Verfasserin der Jacobine Clara Wallburg und Claudine Lahn, Zerbst, 1806
- Geschichte zweyer Frauen aus dem Hause Blankenau, Von d. Verf. d. Clara Walburg, Claudine Lahn, Magdeburg, 1811
- Herbstblumen meines Geistes, Von der Verfasserin der Clara Wallburg und Claudine Lahn, Magdeburg, 1810
- Die Entscheidung bei Hochkirch. In: Deutscher Novellenschatz. Hrsg. von Paul Heyse und Hermann Kurz. Bd. 5. 2. Aufl. Berlin, [1910], S. 63–137. In: Weitin, Thomas (Hrsg.): Volldigitalisiertes Korpus. Der Deutsche Novellenschatz. Darmstadt/Konstanz, 2016 (Digitalisat und Volltext im Deutschen Textarchiv)
- Sämmtliche Erzählungen, Ausgabe letzter Hand (18 Bde.), 1844